# Edwin B. DuPar

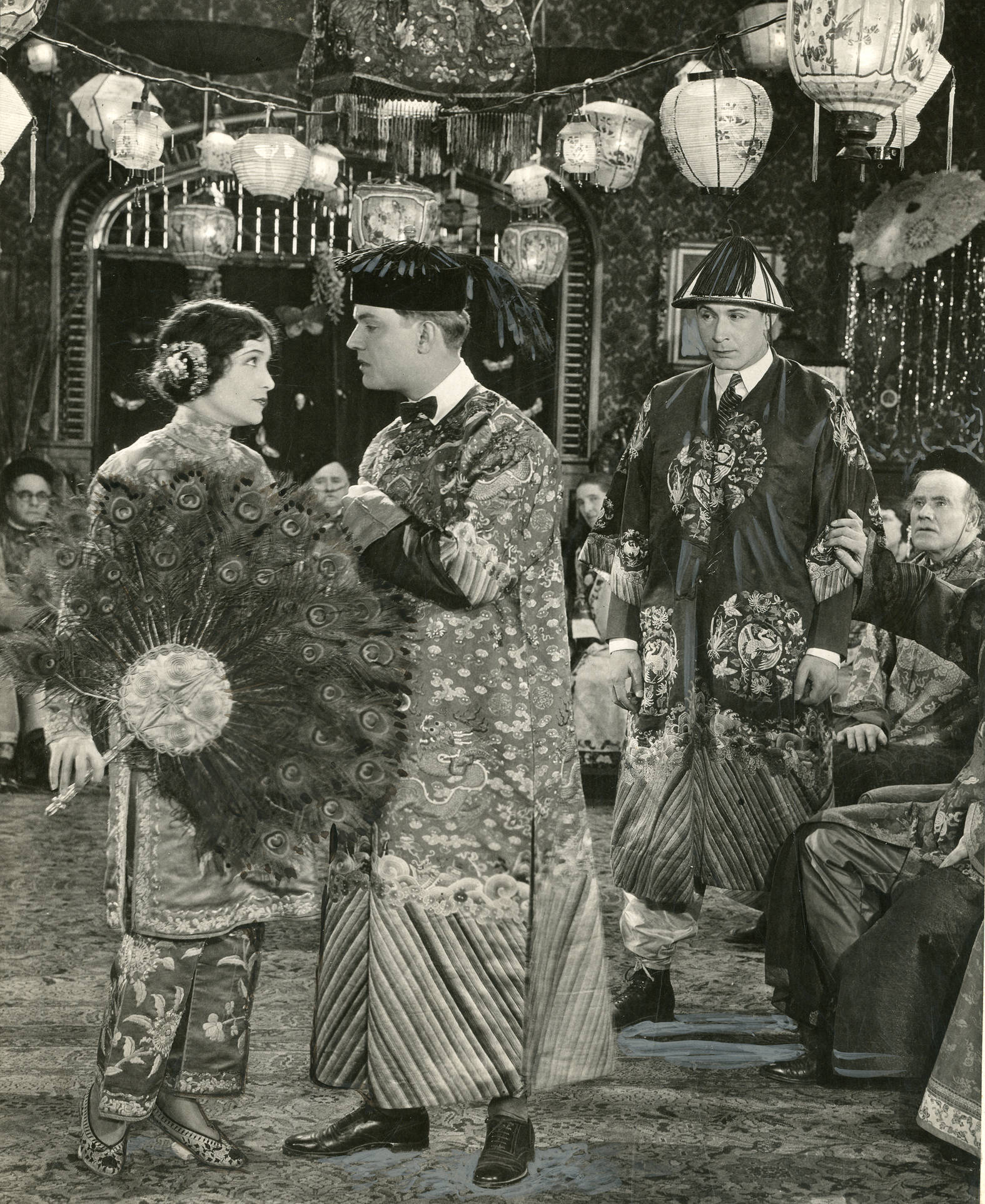
La Rue des vipères (1923) :
Florence Vidor face à Monte Blue

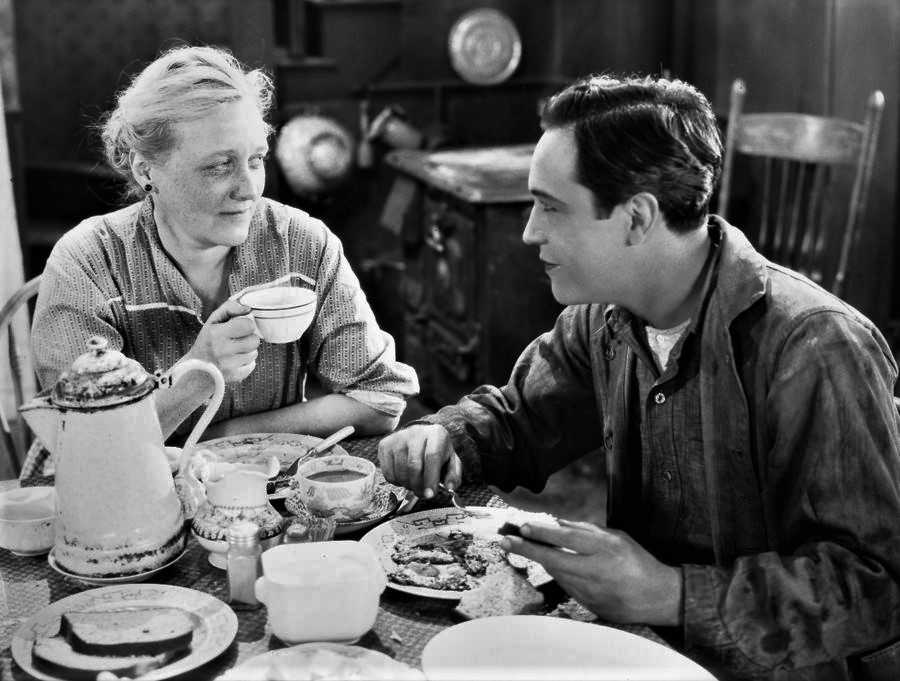
L'Enfer noir (1927) :
Louise Dresser et Jason Robards Sr.

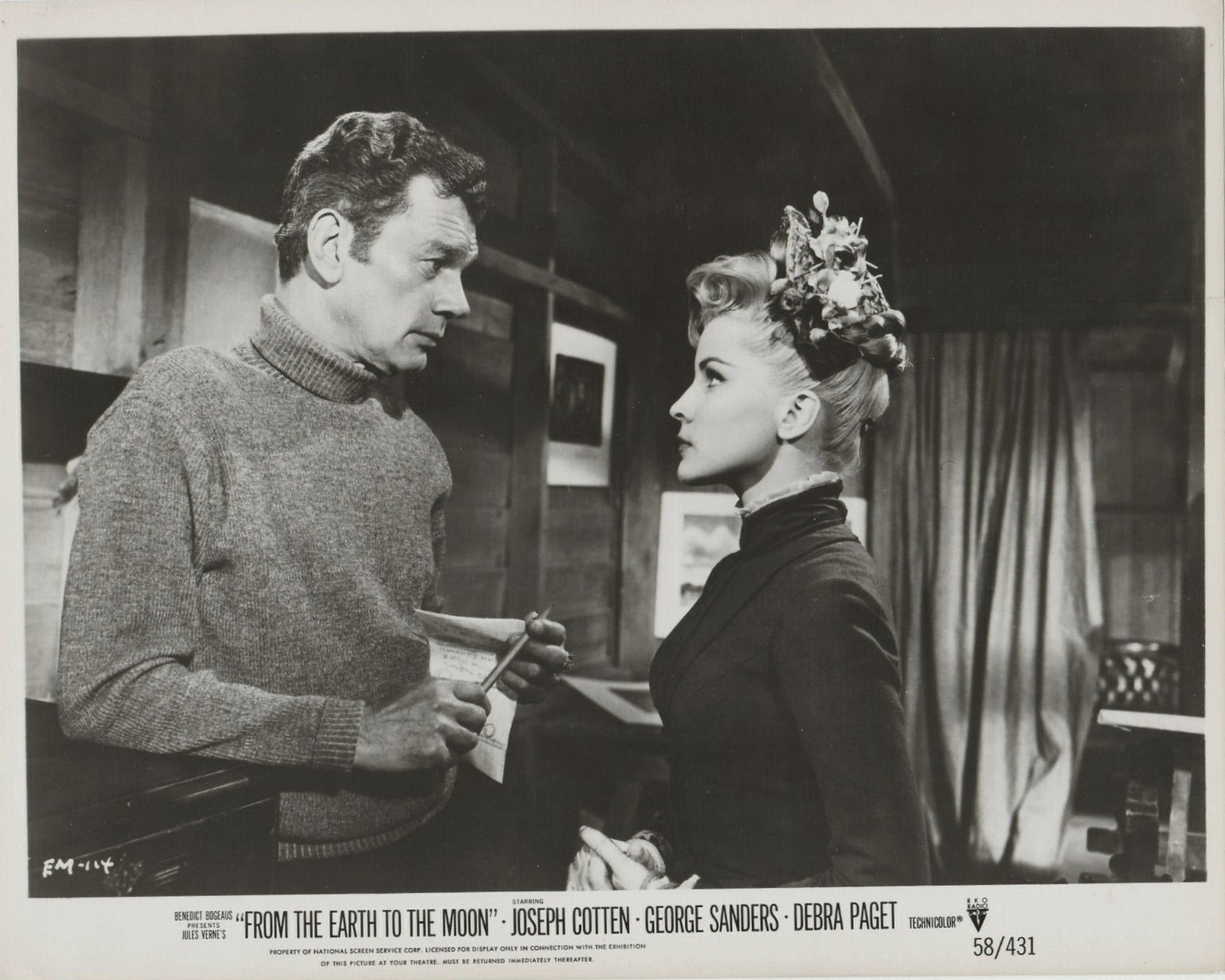
De la Terre à la Lune (1958) :
Joseph Cotten et Debra Paget

Edwin Balch DuPar, né le 24 novembre 1885 à Plum Creek (Nebraska) et mort le 4 juin 1961 à Los Angeles (quartier d'Hollywood, Californie), est un directeur de la photographie (membre de l'ASC) et technicien des effets visuels américain, souvent crédité Edwin B. DuPar.

## Biographie
Edwin B. DuPar fait carrière au sein de la Warner où son premier long métrage (sa filmographie comprend aussi de nombreux courts métrages) comme chef opérateur est La Bourrasque de William A. Seiter (1922, avec Marie Prevost et Kenneth Harlan). Ultérieurement, mentionnons La Rue des vipères d'Harry Beaumont (1923, avec Florence Vidor et Monte Blue), L'Enfer noir de Lloyd Bacon (1927, avec Louise Dresser et Jason Robards Sr.), Le Miracle de Fatima de John Brahm (1952, avec Gilbert Roland et Angela Clarke), le western Terreur à l'ouest d'André de Toth (1954, avec Randolph Scott et Dolores Dorn) et De la Terre à la Lune de Byron Haskin (1958). Le dernier film dont il dirige les prises de vues est la coproduction américano-espagnole El redentor (1959).
Il est par ailleurs technicien des effets visuels sur cinquante-cinq films américains de la Warner, depuis Le Dernier Round de Michael Curtiz (1937) jusqu'à Les Cadets de West Point de Roy Del Ruth (1950), en passant notamment par Les Fantastiques Années 20 de Raoul Walsh (1939), Passage pour Marseille de Michael Curtiz (1944) et Le Rebelle de King Vidor (1949).
Il est aussi chef opérateur de seconde équipe sur trois films des années 1950, dont Géant de George Stevens (1956).
Enfin, à la télévision américaine, il est directeur de la photographie sur treize séries à partir de 1955, dont Le Choix de... (trois épisodes, 1955-1956), ainsi que les séries-westerns Cheyenne (quatre épisodes, 1956-1960) et Maverick (huit épisodes, 1957-1961).
Le huitième épisode de Maverick est diffusé le 1er janvier 1961. Edwin B. DuPar meurt cinq mois après, à 75 ans.

## Filmographie partielle

### Cinéma

#### Directeur de la photographie
- 1922 : La Bourrasque (The Beautiful and Damned) de William A. Seiter
- 1923 : La Rue des vipères (Main Street) d'Harry Beaumont
- 1924 : George Washington Jr. (en) de Malcolm St. Clair
- 1925 : Clash of the Wolves de Noel M. Smith
- 1925 : The Ship of Souls (en) de Charles Miller
- 1925 : The Love Hour de Herman C. Raymaker
- 1926 : The Night Cry (en) d'Herman C. Raymaker
- 1926 : The Better 'Ole de Charles Reisner
- 1926 : The Sap (en) d'Erle C. Kenton
- 1927 : The Fortune Hunter de Charles Reisner
- 1927 : Coquin de briquet (If I Were Single) de Roy Del Ruth
- 1927 : L'Enfer noir (White Flannels) de Lloyd Bacon
- 1928 : A Race for Life (en) de D. Ross Lederman
- 1928 : Lights of New York de Bryan Foy
- 1933 : That's the Spirit (en) de Roy Mack (court métrage)
- 1934 : Art Trouble de Ralph Staub (court métrage)
- 1935 : Speed Devils (en) de Joseph Henabery
- 1951 : I Was a Communist for the FBI de Gordon Douglas
- 1952 : Le Lion et le Cheval (en) (The Lion and the Horse) de Louis King
- 1952 : Le Miracle de Fatima (The Miracle of Out Lady Fatima) de John Brahm
- 1952 : La Mission du commandant Lex (Springfield Riffle) d'André de Toth
- 1953 : Catherine et son amant (She's Back on Broadway) de Gordon Douglas
- 1954 : Les Géants du cirque (Ring of Fear) de James Edward Grant
- 1954 : Terreur à l'ouest (The Bounty Hunter) d'André de Toth
- 1955 : Dix Hommes pour l'enfer (Target Zero) de Harmon Jones
- 1956 : Le Justicier solitaire (The Lone Ranger) de Stuart Heisler
- 1956 : Paris Follies of 1956 (en) ou Fresh from Paris de Leslie Goodwins
- 1958 : De la Terre à la Lune (From the Earth to the Moon) de Byron Haskin

#### Technicien des effets visuels

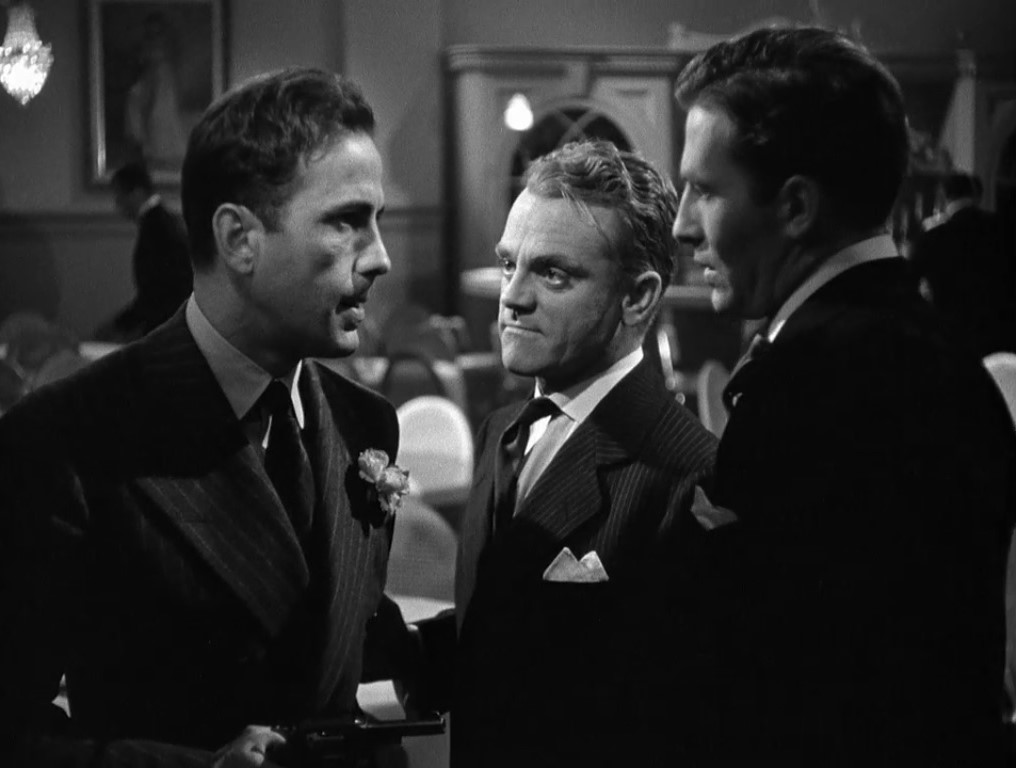
Les Fantastiques Années 20 (1939) :
Humphrey Bogart, James Cagney et Jeffrey Lynn (de g. à d.)

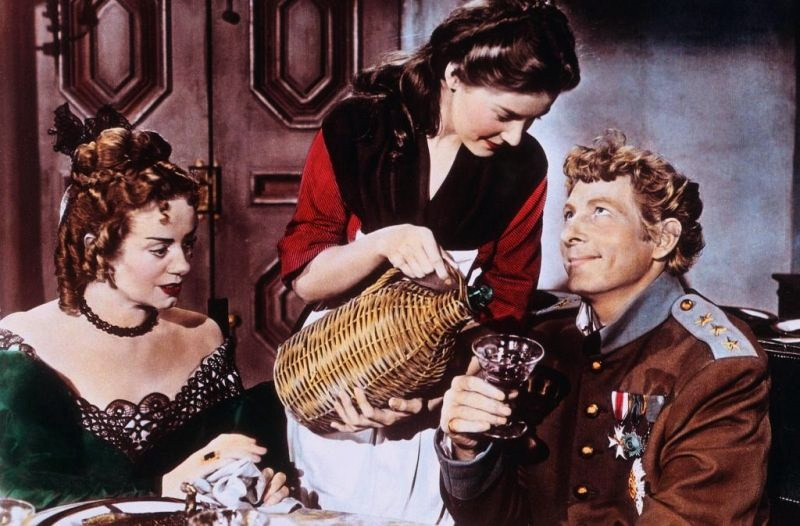
Vive monsieur le maire (1949) :
Elsa Lanchester, Barbara Bates et Danny Kaye (de g. à d.)

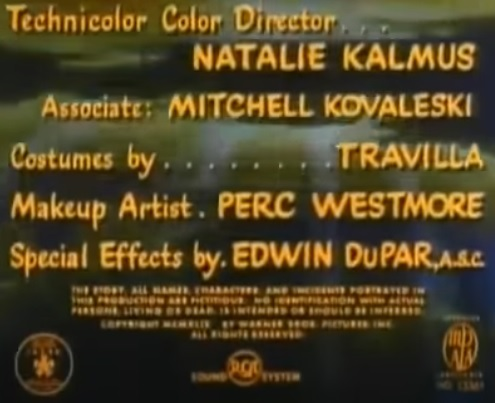
Vive monsieur le maire (1949) :
Extrait du générique de début

- 1937 : Le Dernier Round (Kid Galahad) de Michael Curtiz
- 1937 : Un homme a disparu (The Perfect Specimen) de Michael Curtiz
- 1938 : La Patrouille de l'aube (The Dawn Patrol) d'Edmund Goulding
- 1939 : Les Fantastiques Années 20 (The Roaring Twenties) de Raoul Walsh
- 1940 : Rendez-vous à minuit (It All Came True) de Lewis Seiler
- 1940 : L'Étrange Aventure (Brother Orchid) de Lloyd Bacon
- 1940 : Échec à la Gestapo (All Through the Night) de Vincent Sherman
- 1943 : Convoi vers la Russie (Action in the North Atlantic) de Lloyd Bacon
- 1943 : Quand le jour viendra (Watch on the Rhine) d'Herman Shumlin
- 1943 : Le Chant du désert (The Desert Song) de Robert Florey
- 1944 : Passage pour Marseille (Passage to Marseille) de Michael Curtiz
- 1944 : L'amour est une mélodie (Shine on Harvest Moon) de David Butler
- 1945 : Aventures en Birmanie (Objective, Burma!) de Raoul Walsh
- 1945 : Bombes sur Hong-Kong (God Is My Co-Pilot) de Robert Florey
- 1945 : L'Orgueil des marines ou La Route des ténèbres (Pride of the Marines) de Delmer Daves
- 1946 : Cape et Poignard (Cloak and Dagger) de Fritz Lang
- 1946 : Trois Étrangers (Three Strangers) de Jean Negulesco
- 1946 : Jalousie (Deception) d'Irving Rapper
- 1947 : L'Amant sans visage (Nora Prentiss) de Vincent Sherman
- 1947 : Gai, marions-nous (Always Together) de Frederick de Cordova
- 1948 : L'Aventure à deux (The Voice of the Turtle) d'Irving Rapper
- 1948 : La Rivière d'argent (Silver River) de Raoul Walsh
- 1948 : Johnny Belinda de Jean Negulesco
- 1948 : Whiplash de Lewis Seiler
- 1949 : La Sirène des bas-fonds (Flaxy Martin) de Richard L. Bare
- 1949 : Il y a de l'amour dans l'air (My Dream Is Yours) de Michael Curtiz et Friz Freleng
- 1949 : Le Rebelle (The Fountainhead) de King Vidor
- 1949 : Horizons en flammes (Task Force) de Delmer Daves
- 1949 : La Garce (Beyond the Forest) de King Vidor
- 1949 : Vive monsieur le maire (The Inspector General) d'Henry Koster
- 1950 : Pilote du diable (Chain Lightning) de Stuart Heisler
- 1950 : Secrets de femmes (Three Secrets) de Robert Wise
- 1950 : Les Cadets de West Point (The West Point Story) de Roy Del Ruth

#### Chef opérateur de seconde équipe
- 1955 : La Peur au ventre (I Died a Thousand Times) de Stuart Heisler
- 1956 : Géant (Giant) de George Stevens
- 1959 : La Gloire et la Peur (Pork Chop Hill) de Lewis Milestone

### Télévision
Directeur de la photographie (séries)
- 1955-1956 : Le Choix de... (Screen Directors Playhouse), saison unique, épisode 12 Le Partenaire muet (The Silent Partner, 1955) de George Marshall, épisode 15 It's Always Sunday (1956) d'Allan Dwan et épisode 20 Once Against Many (1956) de William Dieterle
- 1956-1960 : Cheyenne
  - Saison 1, épisode 6 The Travelers (1956) de Richard L. Bare
  - Saison 2, épisode 11 Test of Courage (1957) de Leslie H. Martinson
  - Saison 4, épisode 7 Gold, Glory and Custer – Prelude (1960) de George Waggner et épisode 13 Home Is the Brave (1960)
- 1957-1960 : Sugarfoot
  - Saison 1, épisode 5 Trail's End (1957) de Leslie H. Martinson et épisode 14 A Wreath for Charity Lloyd (1958) de Franklin Adreon
  - Saison 2, épisode 1 Ring of Sand (1958) de Leslie H. Martinson, épisode 13 The Giant Killer (1959) de Józef Lejtes, épisode 16 The Twister (1959) de Józef Lejtes et épisode 17 The Vulture (1959) de Józef Lejtes
  - Saison 3, épisode 1 Trial of the Canary Kid (1959), épisode 12 Fernando (1960) de H. Bruce Humberstone et épisode 20 The Captive Locomotive (1960) de Leslie Goodwins
- 1957-1961 : Maverick
  - Saison 1, épisode 1War of the SilverKings (1957) de Budd Boetticher, épisode 13 The Naked Gallows (1957) d'Abner Biberman et épisode 16 Rage for Vengeance (1958) de Leslie H. Martinson
  - Saison 2, épisode 4 The Belcastle Brand (1958) de Leslie H. Martinson, épisode 8 The Jail at Junction Flats (1958) de Walter Doniger et épisode 23 Passage to Fort Doom (1959) de Paul Henreid
  - Saison 3, épisode 5 The Cats of Paradise (1959) d'Arthur Lubin
  - Saison 4, épisode 16 A State of Siege (1961) de Robert B. Sinclair
- 1958-1959 : 77 Sunset Strip
  - Saison 1, épisode 11 Once False Step (1958) de James V. Kern et épisode 31 Downbeat (1959)
  - Saison 2, épisode 1 Only Zeros Count (1959) de George Waggner et épisode 7 The Treehouse Caper (1959) de George Waggner

## Note et référence
1. ↑  Noms alternatifs (d'après l'IMDb ci-après) : Edwin DuPar, Edwin A. DuPar, E.B. DuPar, Ed DuPar (avec ou sans espace entre Du et Par)